# الغارديان للتعليم
الغَارْدِيَان لِلتَّعْلِيم (بالإنجليزية: The Guardian of Education)؛ أول مجلة ناجحة مُكرّسة لمراجعة أدب الأطفال في بريطانيا. كانت تُحرَّر في القرن الثامن عشر من قِبَل العالمة التربويَّة، مؤلفة كتب الأطفال، والمؤيدة لمدرسة الأحد سارة تريمر، ونُشِرت في الفترة ما بين يونيو 1802م حتى سبتمبر 1806م من قِبل ريفنجتون.
كانت المجلة تُقَدم نصائح عن تربية الأطفال، وتقييم للنظريات التربوية المعاصرة، إضافة إلى أنَّ تريمر كانت تعرض نظريتها التعليمية الخاصة، بعد أن تقوم بتقييم أهم الأعمال في تلك الفترة. وخوفًا من تأثير الأشخاص المؤيديين للثورة الفرنسية، لا سيما البروفيسور جان جاك روسو، أكدّت تريمر على الأرثوذكسية الأنجليكية، وشجعت على إدامة النظام الاجتماعي والسياسي المعاصر. وعلى الرغم من تحفظها، إلا أنَّهَا اتفقت مع روسو ومصلحي التعليم الآخرين على العديد من القضايا، أهمها لاعقلانية الأساطير الخرافية، والآثار الضارة للتعلم عن غيب وهو أسلوب تعلّم - دون فهم - يعتمد على الحفظ بالتكرار.
مجلة الغارديان للتعليم كانت المجلة الأولى التي تراجع كتب الأطفال بشكل جدي وبمجموعة معايير مميزة، ومن خلالها قُدمت ملاحظات تريمر بعناية، والتي كان لها أثر على الناشرين والمؤلفين لتغيير محتوى كتبهم، وساعدت في تحديد نوع جديد من أدب الأطفال، وأثرت تأثيرًا إيجابيًّا كبيرًا على مبيعات كتب الأطفال. كما أرّخت الغارديان لأدب الأطفال عبر التاريخ بوضعها قائمة بكتب أطفال مرسخة؛ التي ما يزال العلماء يستخدمونها حتى يومنا هذا.

## التأسيس والبنية
دُفِعت سارة تريمر لنشر مجلة الغارديان في أوائل القرن التاسع عشر؛ بسبب إغراق السوق بكتب الأطفال الجديدة، ووسط مخاوفها بأنَّ هذه الكتب قد تحتوي على القيم الثورية الفرنسية. كانت فترة سبعينيات القرن الثامن عشر أكثر العقود اضطرابا في التاريخ الأوروبي، بوجود الثورة الفرنسية، والمطالبة المتزايدة بالإصلاحات في بريطانيا، تَبِع ذلك تصاعد بالتطرف، واندلاع ردة فعل مقاومة للتغيير في بريطانيا. من نواح كثيرة كانت الغارديان جزءًا من هذه الحركة. في صفحاتها استنكرت تريمر الثورة والفلاسفة الذين - حسب اعتقادها - كانت أعمالهم هي المسؤولة عن هذه الثورة، ولا سيما جان جاك روسو؛ وتناقشت حول أنًَ هُناك مؤامرة واسعة نُظِّمت من قِبَل الثُّوار الديمقراطيين والملحدين لإضعاف وإسقاط الحكومات الأوروبية الشرعية. من وجهة نظرها، أنَّ المتآمرين حاولوا قَلب المجتمع التقليدي؛ من خلال السعي لإصابة عقول الجيل الصاعد من خلال الكتب التعليمية وكتب الأطفال، عليه أَرَادَت تريمر محاربة هذه المؤامرة؛ من خلال توجيه أولياء الأمور للكتب المسيحية الصحيحة.
قُسِمت صحيفة الغارديان إلى ثلاثة أقسام وهي كالتالي:
1. اقتباسات من نصوص كانت تعتقد تريمر أنها ستهذب بها القراء البالغين المصنفة تحت المذكرات ومقتطفات من المواعظ.
2. مقال بقلم تريمر يُعَلِق على القضايا التعليمية (تضمن مقاطع مثل المقالات الأصلية وأنظمة التعليم التي تم فحصها).
3. مراجعة كتب الأطفال.

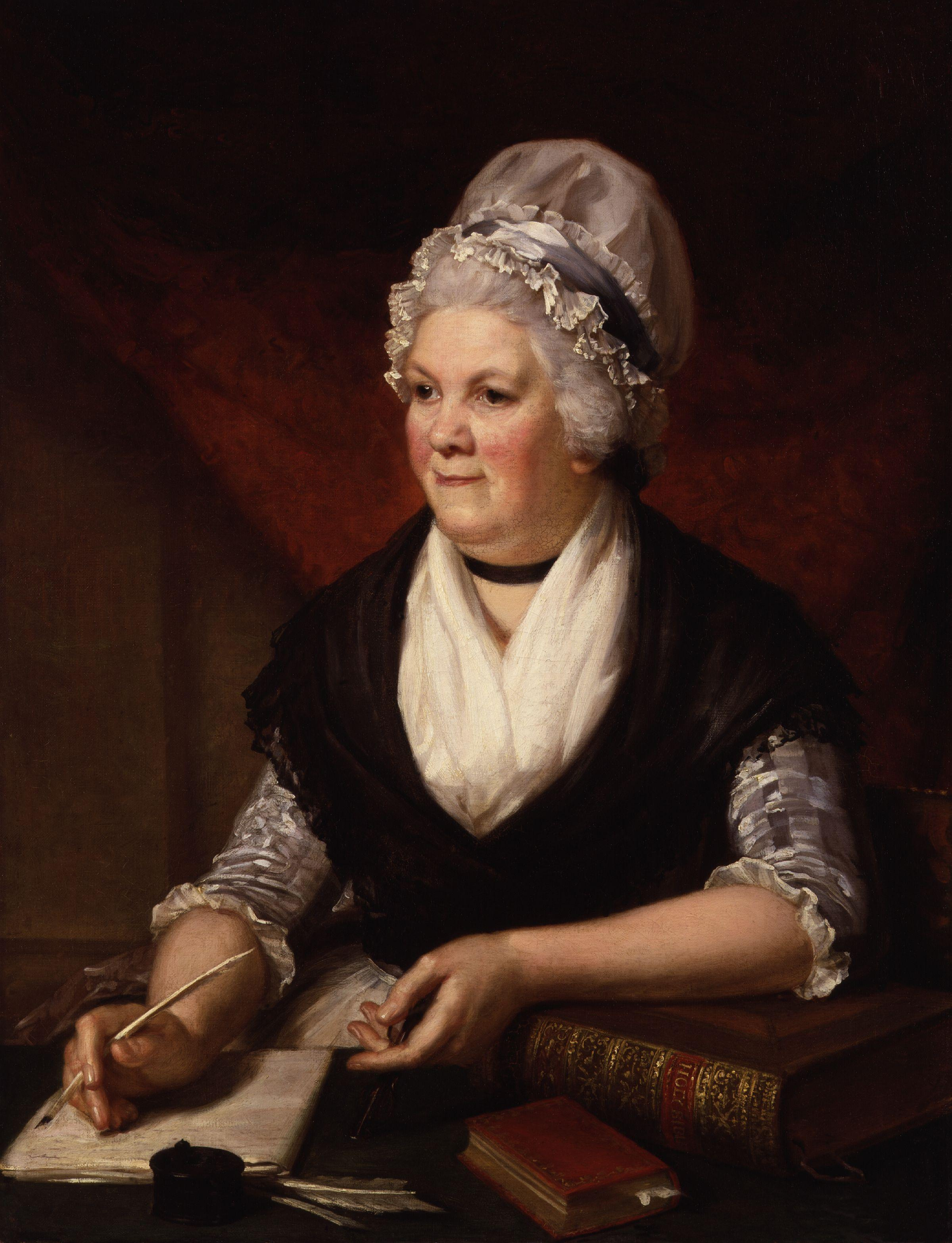
سارة تريمر، رئيسة مجلة غارديان للتعليم، التي رسمها هنري هوارد في عام 1798.

كتبت تريمر جميع المقالات والمراجعات المدرجة تحت اسمها، لكنها لم تكن مؤلفة النصوص التي اقتبستها. لا تتألف القضايا دائمًا التي يتم طرحها في المجلة من نفس الأقسام، على سبيل المثال، بداية عام 1804 بدأت تريمر بكتابة مقال عن التعليم المسيحي وفي عام 1805 قامت من حين لآخر بمراجعة الكتب المدرسية. ابتداءً من المثابرة المستمرة حتى يومنا هذا قسمت الكتب التي استعرضتها حسب الفئة العمرية:
- كتب اختبارات للأطفال للذين تقل أعمارهم عن أربعة عشر سنة.
- كتب الشباب للذين تتراوح أعمارهم بين أربعة عشر وواحد وعشرين سنة.

يُقَدِّر ماثيو غرينبي، الباحث والمُتخصِّص الأوّل في سيرة تريمر، أن توزيع صحيفة الغارديان كان يتراوح بين 1,500 و3,500 نسخة لكل عدد (إصدار). وهكذا كان تداول مجلة الغارديان مشابهًا للمجلات السياسية، مثل مجلة المراجعة النقدية الصادرة عن حزب المحافظين ومجلة النقد البريطاني حيث وصل توزيعهما إلى 3,500 نسخة بحلول العام 1797، أو مجلة المراجعة التحليلية التي وصلت إلى 1,500 نسخة، لكن لم تصل شهرتها إلى شهرة مجلة المراجعة الشهرية التي كانت تُوزع بحوالي 5,000 نسخة لكل عدد. وكانت مجلة الغارديان تصدر في بداياتها بصفة شهرية ما بين يونيو 1802 حتى يناير 1804، ثم أصبحت تصدر كل ثلاثة أشهر حتى تاريخ توقف نشرها في سبتمبر من العام 1806، بإجمالي 28 عددًا منشورًا طيلة فترات نشرها.
أخذت تريمر على عاتقها مهمة تحدي نشر مجلتها، وفقاً لغريبني، فإن تريمر سعت لتقييم الوضع الحالي للسياسة التعليمية، والتطبيق العملي لها في بريطانيا وتشكيل اتجاهها المستقبلي. وللقيام بذلك قامت بتقييم النظريات التعليمية لكل من روسو وجون لوك، ماري وولستونكرافت، وهانا مور، ومدام دي جينلس، وجوزيف لانكستر، وأندرو بيل كان من بين الآخرين أيضًا.
أما في مقالتها عن التربية المسيحية التي نُشِرت لاحقًا والتي كانت منفصلة على شكل كتيب، اقترحت برنامجها التعليمي الشامل.

## مراجعة المعايير والقيم

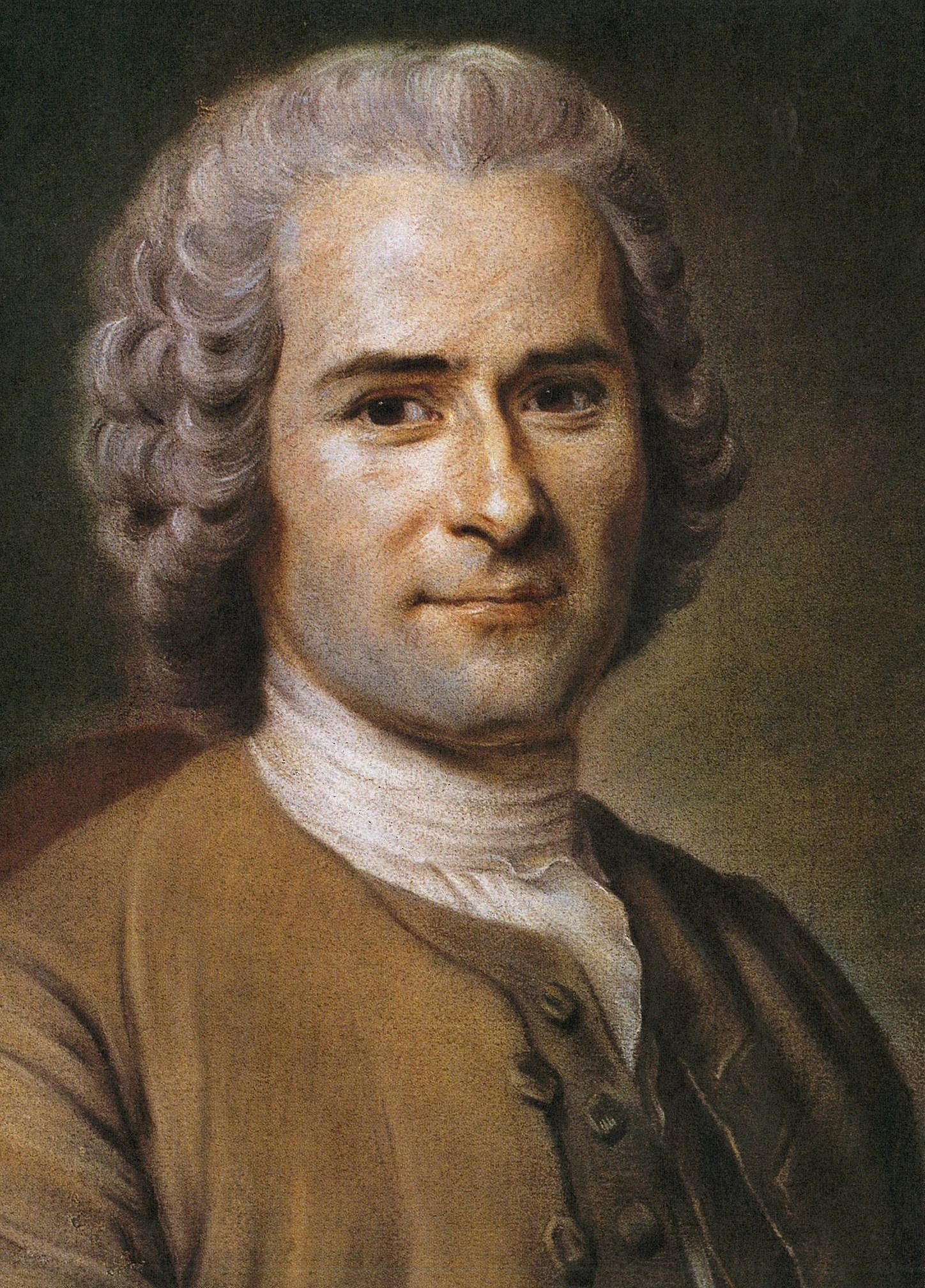
جان جاك روسو، مؤلف كتاب إميل (1762)، وهو أحد أكثر الكتب تأثيرًا في الفلسفة التربوية في القرن الثامن عشر.

### الحكايات الخرافية

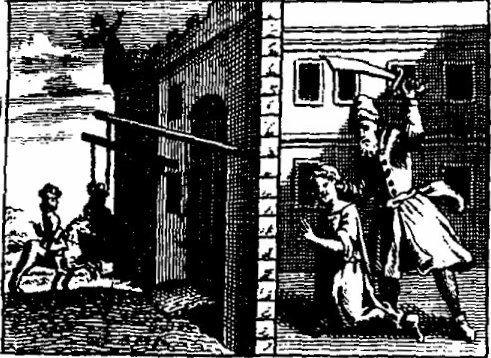
عارضت تريمر الإيضاحات الرسومية، مثل رسمة "اللحية الزرقاء" في حكايات شارل بيرو عام 1729.

## الاستقبال والميراث

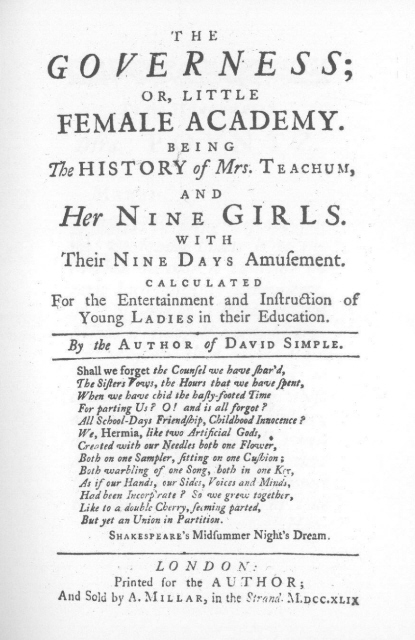
صفحة العنوان لسارة فيلدنغ الأكاديمية النسائية الصغيرة 1749، استشهدت بها تريمر كمعلّم تاريخي في تاريخ أدب الأطفال